# Aromobates molinarii
Aromobates molinarii е вид жаба от семейство Aromobatidae. Видът е застрашен от изчезване.

## Разпространение
Разпространен е във Венецуела.